# تاريخ نسائي

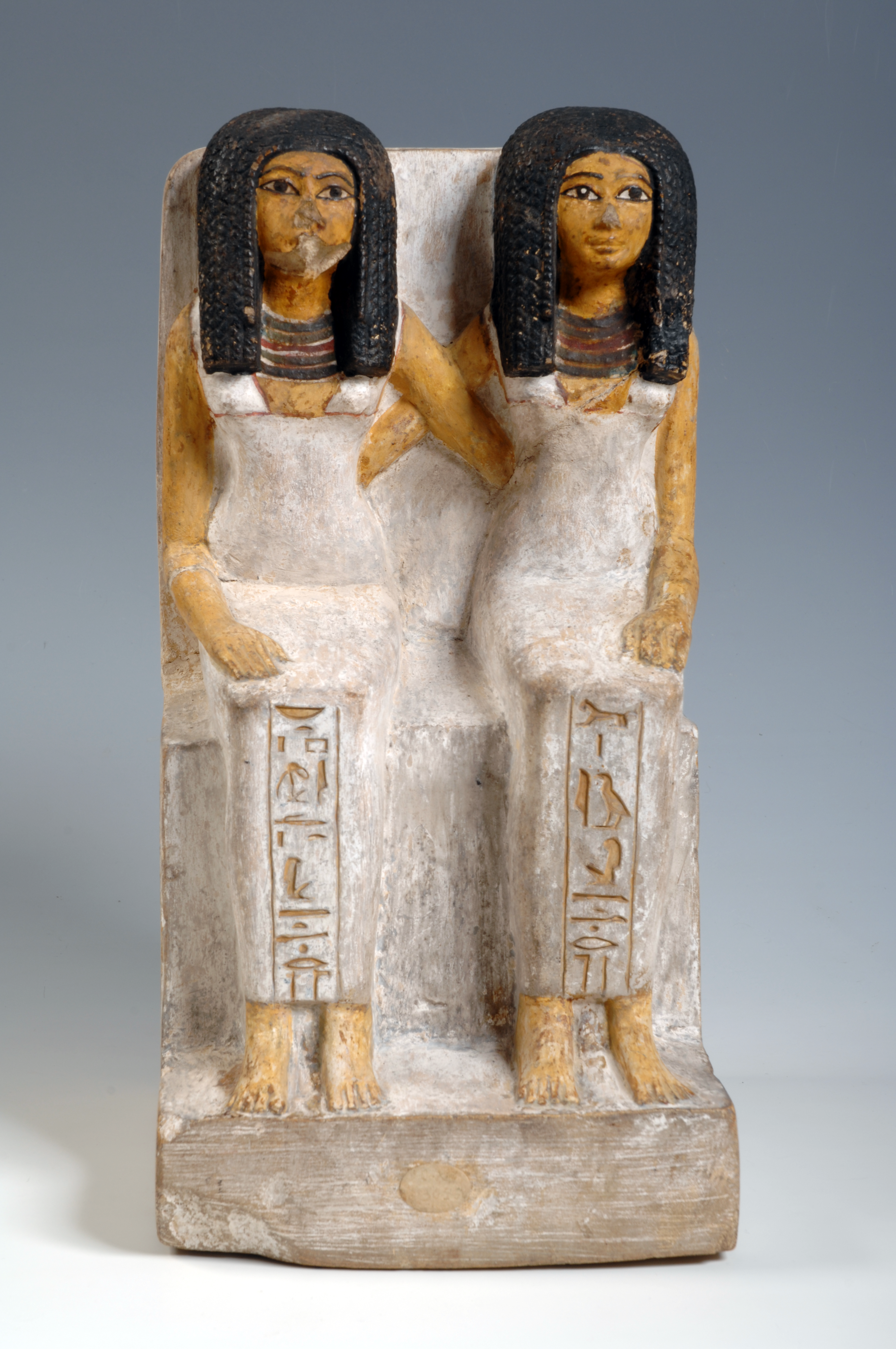
تمثال لامرأتين، إيديتي ورويو، مصورتين بالطريقة المعتادة للزوجين، في متحف إيجيزيو في إيطاليا.

يشير مصطلح التاريخ النسائي إلى إعادة قراءة التاريخ من منظور نسائي. وهو يختلف عن تاريخ الحركة النسائية، الذي يتناول أصول الحركة النسائية وتطورها. ويختلف أيضًا عن تاريخ المرأة، الذي يركز على دور المرأة في الأحداث التاريخية. والهدف من التاريخ النسائي هو استكشاف وجهة النظر النسائية في التاريخ وتوضحيها عن طريق إعادة اكتشاف الفلاسفة والفنانين والكتّاب من النساء، من أجل استعادة أهمية صوت المرأة وخياراتها، التي تمتعت بها في الماضي، وإثبات هذه الأهمية.
ثمة مشكلتان محددتان يسعى التاريخ النسائي لمعالجتهما؛ ألا وهما: إقصاء النساء من التقاليد الفلسفية والتاريخية، والتصوير السلبي للمرأة أو الأنثى في هذه التقاليد. لكن التاريخ النسائي لا يقتصر اهتمامه على مسائل النوع الجنسي في حد ذاتها فحسب، وإنما يركز كذلك على إعادة تأويل التاريخ على نحو أكثر شمولاً واتزانًا.
«إذا اعتبرنا الحركة النسائية فكرًا يصمم على أن صور عدم المساواة والاختلاف بين الجنسين هي نتاج العمليات التاريخية، وليست» أمورًا طبيعية«، فسيمكننا إدراك السبب وراء سعي التاريخ النسائي لتنفيذ مهمة مزدوجة، وهي: أولاً، تخليص حياة النساء وخبراتهن وعقلياتهن من الغموض والتنازلات التي وضِعت فيها على نحو غير طبيعي؛ وثانيًا، إعادة فحص السرد التاريخي برمته وإعادة صياغته بحيث يكشف عن بنية النوع الجنسي وأعماله.» — سوزان بيدرسين
وقد كان «اختفاء المرأة» من الموضوعات التي انصب تركيز الأبحاث النسائية الأكاديمية عليها. وكشفت الأبحاث في أدب المرأة وتاريخها عن تراث هائل من الثقافة المُغفَل عنها.

## وصلات خارجية
- Women's History & Feminist Theory Links
- home page for Lilith, a feminist history journal
- feminist history bibliography نسخة محفوظة 11 ديسمبر 2016 على موقع واي باك مشين.